# Mistrzostwa Europy w Szermierce 1981
Mistrzostwa Europy w Szermierce 1981 – 1. edycja mistrzostw Europy w szermierce, która odbyła się w 1981 roku we włoskim mieście Foggia.

## Klasyfikacja medalowa
| Lp. | Państwo | złoto | srebro | brąz | Razem |
| --- | ------- | ----- | ------ | ---- | ----- |
| 1.  | Włochy  | 3     | 2      | 1    | 6     |
| 2.  | Węgry   | 1     | –      | 1    | 2     |
| 3.  | Belgia  | –     | 1      | –    | 1     |
| 3.  | Polska  | –     | 1      | –    | 1     |
| 5.  | Niemcy  | –     | –      | 1    | 1     |
| 5.  | Rumunia | –     | –      | 1    | 1     |

## Medaliści

### Mężczyźni
| Złoto          | Srebro           | Brąz              |
| Floret         |                  |                   |
| Andrea Borella | Angelo Scuri     | Petru Kuki        |
| Szpada         |                  |                   |
| Angelo Mazzoni | Stéphane Ganeff  | Zoltán Székely    |
| Szabla         |                  |                   |
| Imre Gedövari  | Jacek Bierkowski | Ferdinando Meglio |

### Kobiety
| Złoto                | Srebro           | Brąz             |
| Floret               |                  |                  |
| Anna Rita Sparaciari | Dorina Vaccaroni | Cornelia Hanisch |